# Magdalena Gryska
Magdalena Gryska (ur. 1965 w Poznaniu) – polska artystka wizualna, dr hab. sztuk plastycznych w zakresie sztuk pięknych o specjalności malarstwo.

## Życiorys
Zajmuje się malarstwem, rysunkiem i sztuką wideo. W latach 1989–1994 studiowała w PWSSP (obecnie UAP) w Poznaniu. Dyplom z malarstwa uzyskała w 1994 roku w pracowni prof. Jacka Waltosia. W latach 1990–1991 była wolnym słuchaczem w École Nationale Superieure Des Beaux Arts w Paryżu. Prowadzi pracownię malarstwa w Instytucie Sztuk Wizualnych na Wydziale Artystycznym Uniwersytetu Zielonogórskiego. Od 2010 roku pracuje na stanowisku profesora nadzwyczajnego w Instytucie Sztuk Wizualnych, Wydział Artystyczny, UZ w Zielonej Górze. Od 2002 roku jest członkiem ZPAP.

## Ważniejsze wystawy indywidualne
- Czarna Fala, Galeria BWA, Rzeszów
- Cytaty, Galeria BWA, Gorzów Wielkopolski
- Plan B, Galeria BWA, Sandomierz
- Podwodne dzieci, Galeria MM, Chorzów
- Malarstwo, Galeria Napiórkowska, Warszawa
- Niebieska melancholia, Galeria Wieża Ciśnień, Konin
- Niebieska melancholia, Muzeum Lubuskie im. Jana Dekerta, Gorzów Wlkp.
- Mandale rzeczywistości, Muzeum ASP, Wrocław
- Podejdź bliżej…, Bałtycka Galeria Sztuki, Słupsk
- Mandale rzeczywistości, Galeria Baszta, Zbąszyń
- Z basenem czy z ogrodem?, Galeria Wozownia, Toruń
- Obrazy, Galeria 261 ASP, Łódź

## Ważniejsze wystawy zbiorowe
- Interpretacja – układ zamknięty, układ otwarty, GSW, Przemyśl
- Wolny Wybór, Galeria PWW, Zielona Góra
- Mikrokosmos, Galeria MBWA, Leszno
- Eat, sleep, paint, video films, Galeria Nowy Wiek, Zielona Góra
- Przybysze i tubylcy, Galeria BWA, Zielona Góra
- Call of Tuzla, Klasztor Tuzla, Bośnia i Chercegowina
- Triennale Polskiego Malarstwa Współczesnego, Galeria Umelcov Spisa, Słowacja
- Historia Sztuki-25 lat Biennale Sztuki Nowej, Galeria Rektorat, Zielona Góra
- Triennale Polskiego Malarstwa Współczesnego, Galeria BWA, Rzeszów
- Festiwal Polskiego Malarstwa Współczesnego, Zamek Książąt Pomorskich, Szczecin
- 8 Triennale Małych Form Malarskich, Galeria Wozownia, Toruń
- Eksperyment, Międzynarodowe Spotkania Artystyczne, Zbąszyń
- Kolekcja I, Galeria Baszta, Zbąszyń
- Lubuska Zachęta Sztuki, Museum Junge Kunst, Frankfurt (Oder), Niemcy
- III Aukcja Sztuki, Galeria Desa Unicum, Warszawa
- Artyści Galerii Nowy Wiek, Muzeum Ziemi Lubuskiej, Zielona Góra
- Kolekcja Starej Winiarni, Galeria Miejska Arsenał, Poznań
- Miejsce do mieszkania, miejsce do kochania…, Galeria BWA, Zielona Góra
- Zdążyć przed zachodem słońca, Galeria Wozownia, Toruń
- Kolekcja-Dary, Galeria 261 ASP, Łódź
- Ogólnopolskie Biennale obrazu-Artefakt, Galeria Tower Bulding, Łódź
- Obraz Roku, Pałac Królikarnia, Muzeum Narodowe, Warszawa[4]